# Interleptoiulus cernagoranus
Interleptoiulus cernagoranus är en mångfotingart som beskrevs av Mrsic 1988. Interleptoiulus cernagoranus ingår i släktet Interleptoiulus och familjen kejsardubbelfotingar. Inga underarter finns listade i Catalogue of Life.